# Франц Баркгаузен
Франц Баркгаузен (нім. Franz Barckhausen; 21 грудня 1882, Віттінген — 3 травня 1956, Берлін) — німецький офіцер, генерал артилерії вермахту (1943). Кавалер Німецького хреста в сріблі.

## Біографія
В 1901 році поступив на службу фанен-юнкером в Прусську армію. Учасник Першої світової війни. Після демобілізації армії залишений у рейхсвері.
В березні 1939 року призначений керівником німецької військової місії у Словаччині. В кінці року відправлений у резерв фюрера. Згодом призначений інспектором озброєнь в Кракові, в 1940 році — в Північній Франції. Згодом призначений начальником управління військового виробництва і озброєння, з 1942 року — одночасно начальник головного управління постачання у Франції та Бельгії зі штаб-квартирою в Парижі. Альберт Шпеер високо оцінив роботу Баркгаузена.
В 1943 році Баркгаузен був знову відправлений у резерв, в середині року — у відставку.

## Нагороди

### Перша світова війна
- Залізний хрест 2-го і 1-го класу
- Хрест «За заслуги у війні» (Саксен-Мейнінген)
- Королівський орден дому Гогенцоллернів, лицарський хрест з мечами
- Нагрудний знак «За поранення» в золоті

### Міжвоєнний період
- Сілезький Орел 2-го і 1-го ступеня
- Почесний хрест ветерана війни з мечами
- Медаль «За вислугу років у Вермахті» 4-го, 3-го, 2-го, 1-го і особливого класу (40 років)
- Медаль «У пам'ять 1 жовтня 1938» із застібкою «Празький град»
- Пам'ятна медаль «За оборону Словаччини в березні 1939» (Перша словацька республіка)

### Друга світова війна
- Орден Хреста Перемоги 2-го класу (Перша словацька республіка)
- Орден Зірки Румунії, великий офіцерський хрест з мечами
- Хрест Воєнних заслуг 2-го і 1-го класу з мечами
- Німецький хрест в сріблі (1943)